# Prosopocera balteata
Prosopocera balteata är en skalbaggsart som först beskrevs av Aurivillius 1911.  Prosopocera balteata ingår i släktet Prosopocera och familjen långhorningar. Inga underarter finns listade i Catalogue of Life.